# Картервил (Илиноис)
Картервил (енгл. Carterville) град је у америчкој савезној држави Илиноис. По попису становништва из 2010. у њему је живело 5.496 становника.

## Демографија
Према попису становништва из 2010. у граду је живело 5.496 становника, што је 880 (19,1%) становника више него 2000. године.
| Група             | 2000.         | 2010.         |
| Белци             | 4.419 (95,7%) | 5.053 (91,9%) |
| Афроамериканци    | 52 (1,1%)     | 138 (2,5%)    |
| Азијати           | 43 (0,9%)     | 66 (1,2%)     |
| Хиспаноамериканци | 52 (1,1%)     | 103 (1,9%)    |
| Укупно            | 4.616         | 5.496         |